# Castello Estense
Il Castello Estense, anche chiamato Castello di San Michele, è il monumento più rappresentativo della città di Ferrara. Si trova al centro della città rinascimentale e con le sue quattro torri permette una vista panoramica sull'intero territorio. La fortezza, che è un bene culturale, è divenuta nel tempo sede governativa ed amministrativa. Dal XX secolo è divenuta anche sede museale temporanea e permanente.

## Storia

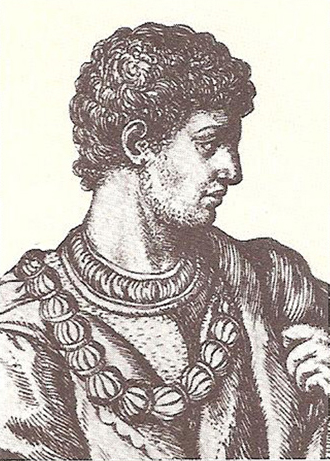
Niccolò II d'Este.

Il Castello Estense venne costruito nel 1385, come fortezza per il controllo politico e militare territoriale e per la difesa della famiglia estense, quindi pensato anche come strumento repressivo contro possibili rivolte. La prima pietra fu posata simbolicamente il 29 settembre, giorno di San Michele, arcangelo guerriero a capo delle milizie celesti, e data fissata in questo giorno tradizionalmente per i traslochi.
L'opera fu commissionata dal marchese Niccolò II d'Este all'architetto Bartolino da Novara, già artefice del Castello Visconteo di Pavia e del Castello di San Giorgio di Mantova. Il marchese ritenne indispensabile dotarsi di una struttura fortificata per la difesa della sua corte dopo la rivolta popolare scatenatasi nel maggio di quello stesso anno. Alla notizia di un ennesimo aumento delle tasse i ferraresi erano insorti chiedendo la consegna del giudice dei savi Tommaso da Tortona, consigliere del Marchese e ritenuto responsabile delle gabelle che gravavano sul popolo che in realtà erano volute dal signore. Tommaso venne abbandonato al suo destino e, dopo aver ricevuto i Sacramenti, fu consegnato dal marchese alla folla inferocita, che lo fece letteralmente a pezzi.
(Luciano Chiappini, Gli Estensi)
Il marchese ottenne un prestito di 25.000 ducati dal signore di Mantova Francesco I Gonzaga per iniziare i lavori che partirono dalla torre dei Leoni, l'antica torre di avvistamento già esistente nel XIII secolo e inserita lungo la cinta muraria che allora delimitava la città verso nord. Bartolino da Novara creò un quadrilatero fortificato facendo edificare altre tre torri e poi unendole con spesse mura difese esternamente anche da un fossato. Le nuove strutture furono la torre Marchesana a sud-est, la torre di San Paolo a sud-ovest e la torre di Santa Caterina a nord-ovest.
Il castello ebbe quindi in origine la funzione di fortezza difensiva e venne completata con rivellini e ponti levatoi, per superare il fossato artificiale. Col trascorrere del tempo la corte iniziò a trasferirsi sempre più spesso in questa nuova sede lasciando l'antico palazzo comunale, al quale rimase sempre collegata grazie alla Via Coperta. In tal modo la sua funzione militare e di difesa divenne secondaria rispetto alla sua importanza come luogo di rappresentanza della casata.

### Quattrocento

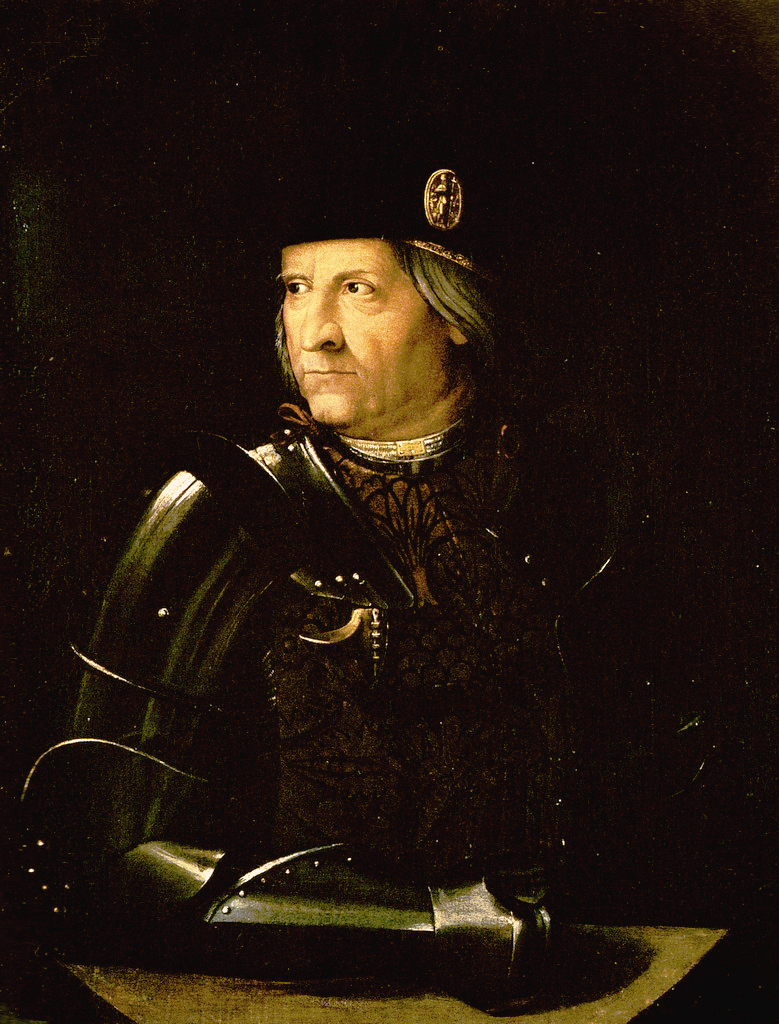
Ercole I d'Este.

Durante il tentativo di colpo di Stato operato nel 1476 da Niccolò d'Este, figlio di Leonello, Eleonora d'Aragona, consorte del duca Ercole I d'Este, riuscì a mettersi in salvo percorrendo la Via Coperta e barricandosi nel castello. Da quel momento venne deciso il trasferimento stabile della corte nella fortezza che iniziò così ad essere modificata per le nuove esigenze e sempre più arricchita di opere d'arte.
Venne notevolmente ampliato il corpo di fabbrica compreso tra la torre Marchesana e la primitiva torre dei Leoni e la via Coperta, fino ad allora un semplice camminamento che collegava il castello al palazzo ducale, la precedente residenza signorile, fu oggetto di importanti lavori per adeguarla anche al suo ruolo di rappresentanza dell'accresciuta potenza estense.
Ercole I in quel periodo del resto era molto interessato al rinnovo della capitale del ducato e l'Addizione Erculea, affidata all'opera dell'architetto e urbanista Biagio Rossetti nel 1492 ne rappresentò il suo momento più significativo. L'allungamento delle mura di Ferrara raddoppiarono l'impianto urbanistico cittadino verso settentrione e reinventarono Ferrara in chiave moderna, tanto da farla divenire la prima capitale moderna d'Europa. Il castello divenne il centro della città rinnovata mentre sino a quel momento era stato una difesa urbana diretta e inserito nella sua cinta muraria esterna.

### Cinquecento

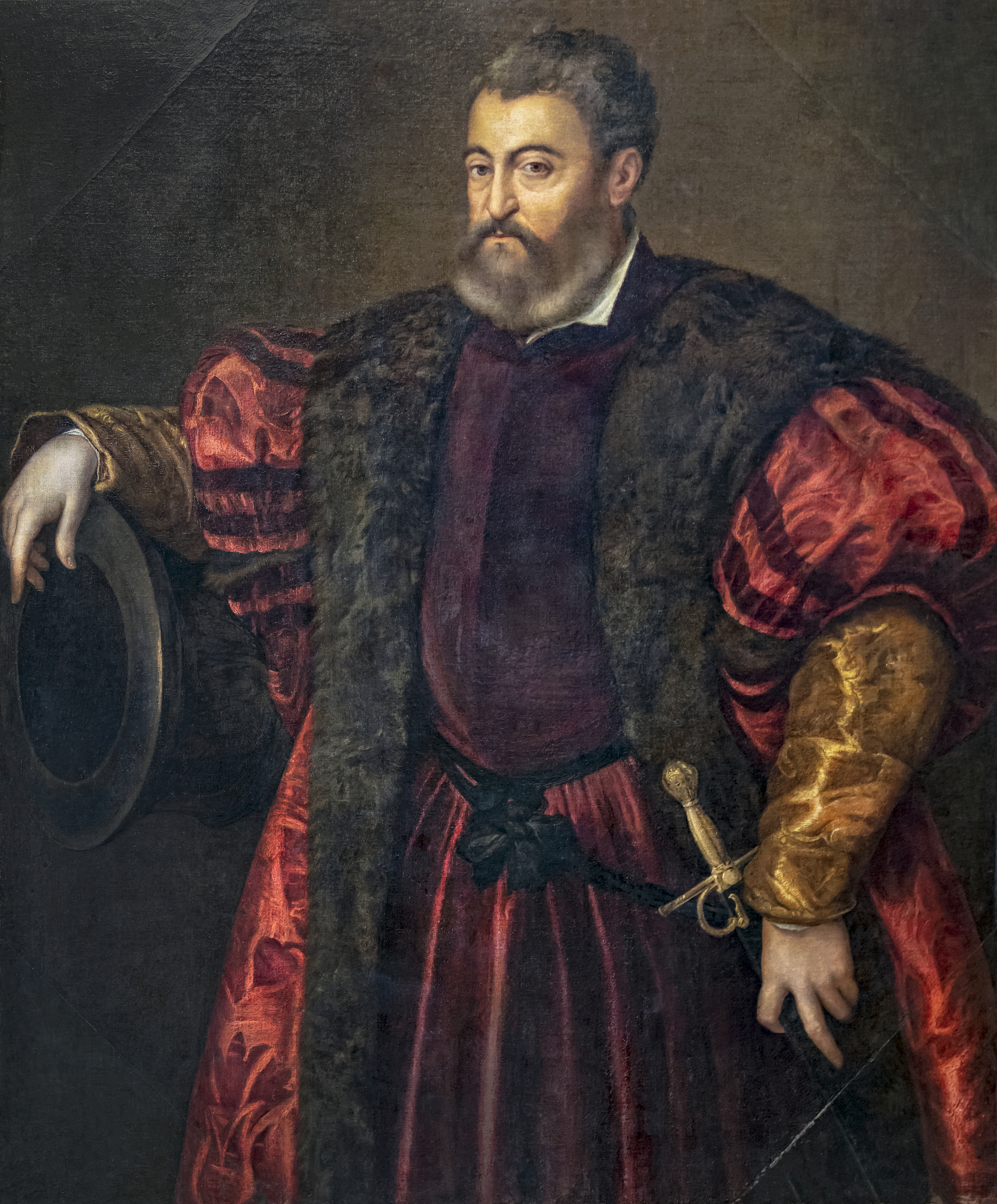
Alfonso I

Alfonso I d'Este, salito al potere nel 1505, continuò i lavori di ristrutturazione e arricchimento artistico già iniziati col padre Ercole I. A partire dal 1507 fece completamente ristrutturare la Via Coperta per collocarci le proprie stanze private ed il proprio studio. Da quel periodo i camerini d'alabastro ospitarono le sue preziose collezioni d'arte che comprendevano dipinti di Tiziano e Dosso Dossi oltre a sculture di Antonio Lombardo.
La struttura del castello non subì particolari modifiche e fu solo dopo il grave incendio scoppiato nel 1554 che vennero avviati diversi interventi di ristrutturazione affidati prima a Girolamo da Carpi e poi ad Alberto Schiatti.
L'intervento del Carpi portò alla sostituzione dei merli a coda di rondine medievali, tipici delle architetture militari, con parapetti marmorei e vide l'aggiunta delle altane, che diedero un maggior sviluppo verticale alla costruzione.
Con Alfonso II d'Este l'intero castello venne rivisto, a partire dal cortile interno fino ai saloni del piano nobile. Sotto la direzione di Alessandro Balbi ad esempio venne rivista la cappella ducale, che era nata come cappella privata di Renata di Francia.
Alla morte senza eredi legittimi di Alfonso II nel 1597 fece seguito la devoluzione di Ferrara, cioè il ritorno della città di Ferrara sotto il governo diretto dello Stato Pontificio per precisa volontà di papa Clemente VIII. Gli Este trasferirono la loro corte a Modena e nel castello si insediarono i cardinali legati, inviati dal papa ad amministrare la città. Da capitale Ferrara divenne città alla periferia dello Stato della Chiesa. In quel periodo venne realizzata solo normale manutenzione e l'unico intervento di una certa importanza fu quello che riguardò la torre di Santa Caterina, il rivellino a nord e la decorazione delle sale adiacenti.

### Epoca contemporanea

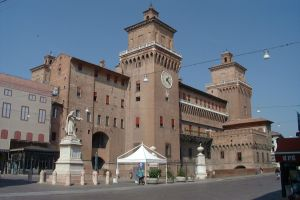
Il castello durante il restauro della via coperta

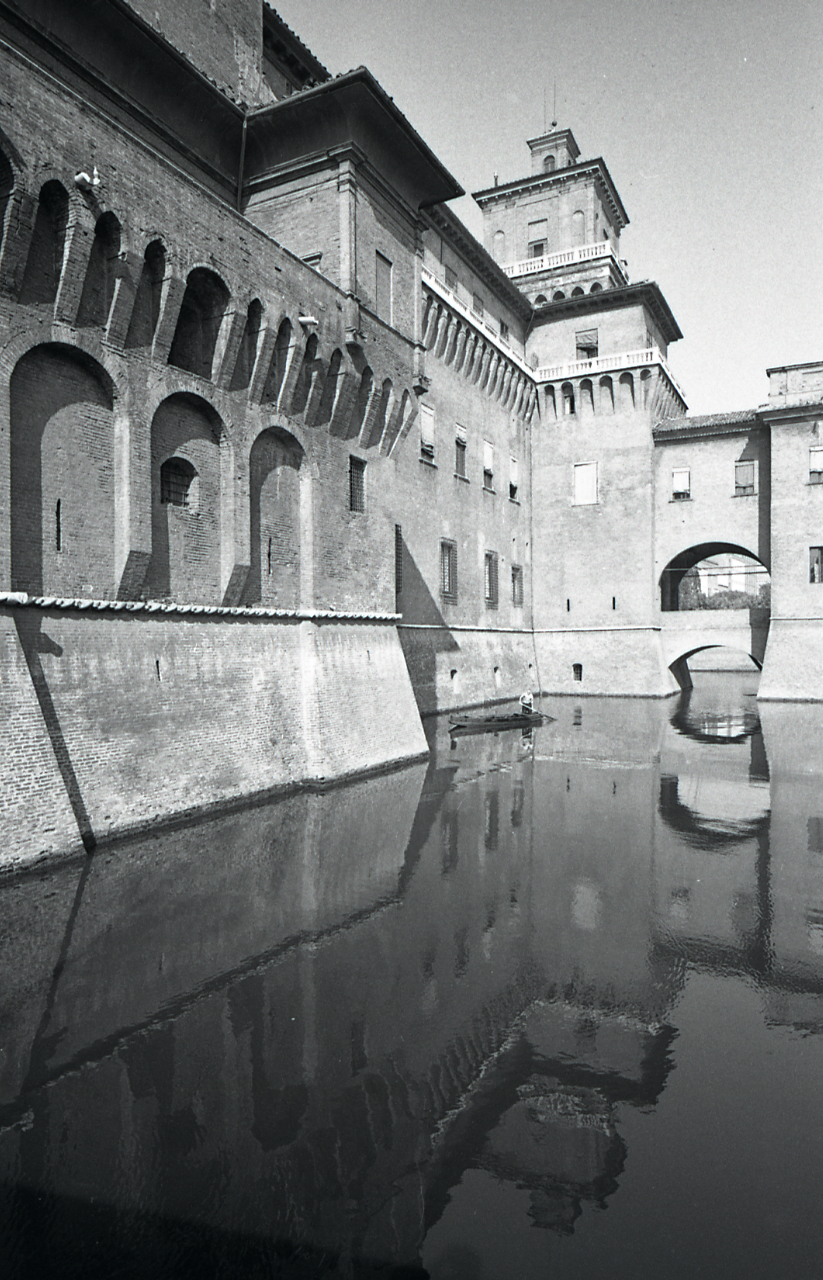
Il castello fotografato da Paolo Monti nel 1965. Fondo Paolo Monti, BEIC

Nel 1860 Ferrara entrò a far parte del Regno d'Italia. Il castello, divenuto proprietà dello Stato, fu acquistato per 70.000 lire nel 1874 dall'amministrazione provinciale di Ferrara che prese ad impiegarne gli spazi come sede dei propri uffici e della prefettura. Negli anni l'efficienza strutturale del monumento è stata salvaguardata grazie ai continui lavori di manutenzione, ai quali si sono affiancate, in vari momenti, specifiche opere di restauro. Molti interventi furono fatti nel periodo tra il 1910 ed il 1930, alcuni molto discutibili come quelli tesi a creare una piena accessibilità del cortile del castello alle autovetture. Durante la seconda guerra mondiale il rivellino nord fu demolito dai bombardamenti, per poi essere fedelmente ricostruito dal Genio Civile nel 1946.
Nel 1999, per iniziativa del presidente della Provincia di Ferrara Pier Giorgio Dall'Acqua, si diede vita al progetto Il Castello per la Città. Grazie alla collaborazione tra Prefettura e Provincia di Ferrara, si iniziò a pensare ad un nuovo utilizzo delle stanze sino a quel momento sede governativa. La fase preparatoria dei lavori partì dal restauro del palazzo di Giulio d'Este, che divenne in seguito la nuova sede della prefettura, e nel 2002, a trasferimento ultimato, si iniziò il restauro del castello ed il contemporaneo utilizzo per nuone iniziative. Da ricordare due iniziative che ebbero un grande successo: 
- La mostra Il Trionfo di Bacco inaugurata nel 2002 dal Presidente della Repubblica Carlo Azeglio Ciampi.
- L'esposizione Gli Este a Ferrara inaugurata il 14 marzo 2004 dal presidente della Commissione europea Romano Prodi.

Nel 2006, con l'apertura dei Camerini d'alabastro di Alfonso D'Este si concluse il restauro del Castello Estense, che restituì ai ferraresi ambienti presenti nel più importante monumento cittadino che da sempre erano inaccessibili al pubblico.

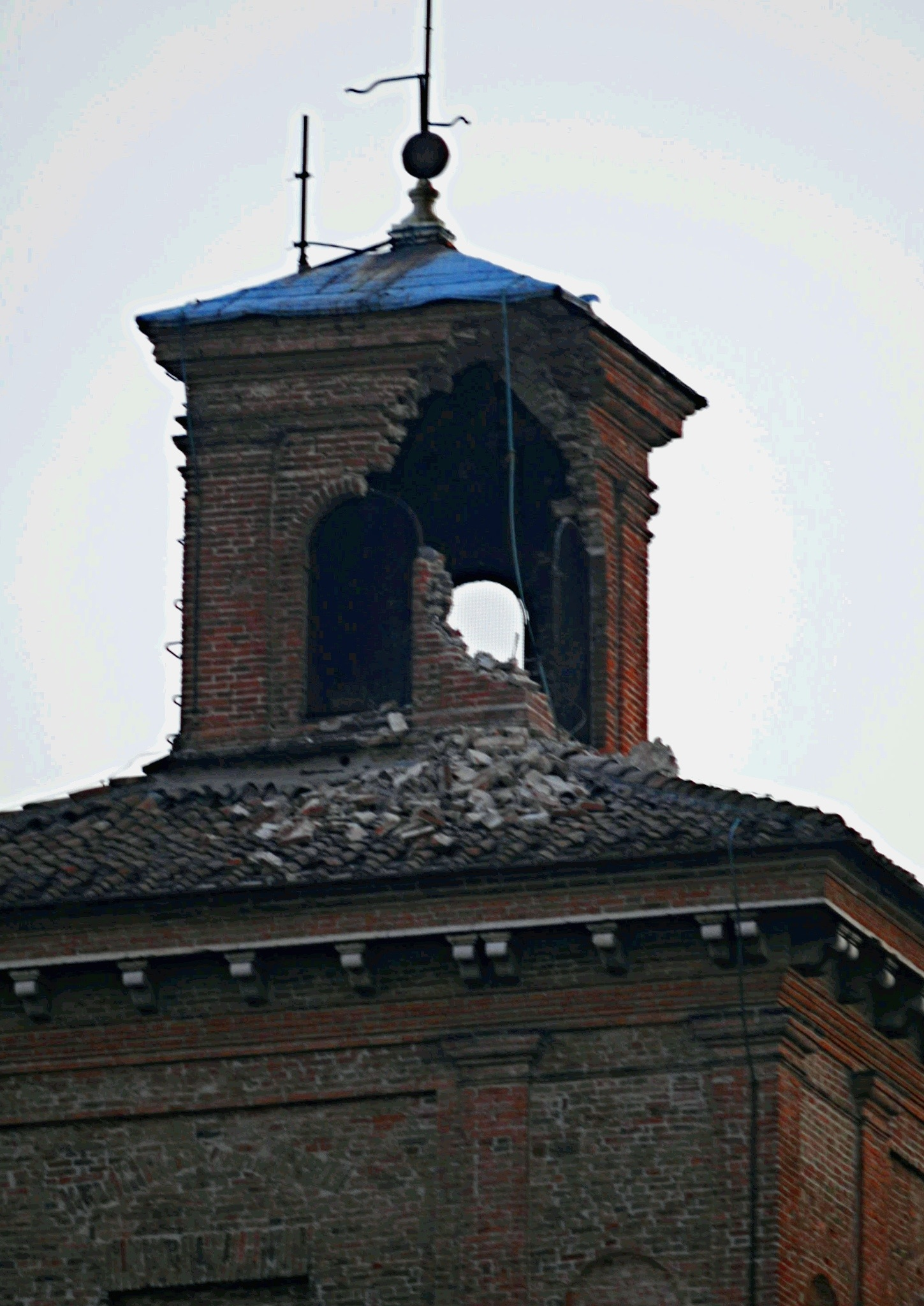
La torretta Leoni danneggiata dal terremoto del maggio 2012

Nel 2006 si inaugurò il nuovo allestimento museale predisposto da Gae Aulenti e, sempre nello stesso anno, in seguito ad un accordo tra il Museo dell'Ermitage di San Pietroburgo e la Provincia di Ferrara, nacque il progetto Ermitage Italia che, sino al 2013, ebbe la propria sede di rappresentanza nel castello, prima di essere trasferita a Venezia.
Il 20 maggio 2012 una forte scossa di terremoto - 5,9 gradi Richter - (seguita da una seconda scossa il 29 maggio) ha provocato notevoli danni a molte parti della struttura, in particolare alla torretta Leoni, che ha subito un piccolo crollo. I lavori di messa in sicurezza sono iniziati in tempi rapidi ma il complesso degli interventi di restauro esterno sono proseguiti sino all'inizio dell'estate 2015.

## Piano terra

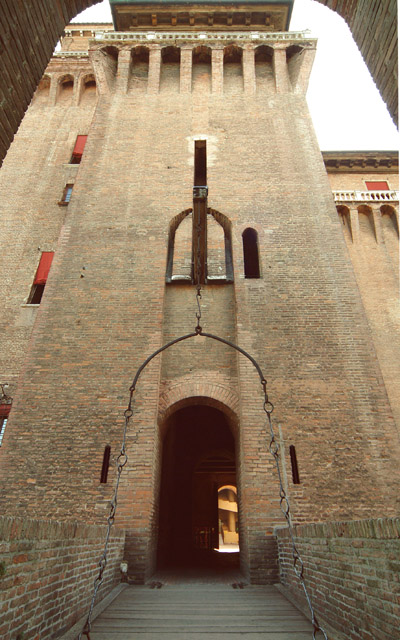
Il ponte levatoio occidentale

### Cucine ducali
Con l'ampliamento dell'avancorpo est nei primi anni del Cinquecento, il duca Alfonso I fece costruire la grande sala delle Cucine sulle fondazioni dell'antica Porta del Leone.
A testimonianza dell'antico uso della sala sono rimaste due finestrelle quadrate che fungevano da prese d'aria per un camino a tutta parete che occupava il lato nord.
I banchetti della corte si componevano di innumerevoli portate inframmezzate da rappresentazioni sceniche ed intrattenimenti musicali: questo connubio tra coreografia e gastronomia permetteva al duca di ostentare la propria ricchezza e potere. Da ciò si può comprendere il motivo per cui i grandi scalchi, figure importanti nella gestione delle cucine e dei rifornimenti, non solo abili cuochi e cerimonieri, erano tenuti in particolare considerazione nelle corti di tutta Europa.
Alcuni rimasero famosi, primo tra tutti Cristoforo di Messisbugo, al servizio di due duchi estensi, Alfonso I ed Ercole II, geniale regista di tanti fastosi ricevimenti Messisbugo concepiva il banchetto come una festa magnifica, tutta ombra, sogno, chimera, fittione, mettafora et allegoria e Giovan Battista Rossetti, attivo a corte durante la signoria di Alfonso II d'Este.

### Prigioni e sala del Cordolo

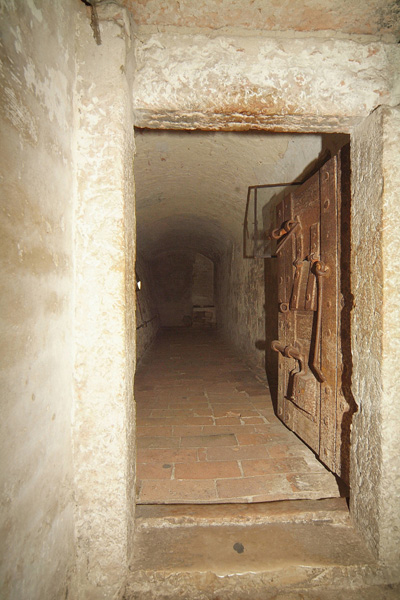
La prigione di Parisina

Le prigioni del castello, poste al livello del fossato, si trovano nei sotterranei della torre dei Leoni. Gli Estensi vi rinchiusero personaggi d'alto rango o comunque prigionieri per cui occorreva una particolare sorveglianza, non certo detenuti comuni che trovavano posto nelle carceri del palazzo della Ragione.
In alcune celle è ancora possibile riconoscere alcune tracce lasciate dai reclusi come ad esempio delle scritte graffite sui mattoni della parete.
Le cronache antiche riferiscono che queste segrete furono sfondo della tragica fine di Ugo Aldobrandino e Parisina Malatesta: rispettivamente il figlio di primo letto e la seconda moglie del marchese Niccolò III. Nel 1425 il duca, dopo aver scoperto i giovani amanti, ordinò la loro decapitazione e furono condotti al patibolo in fondo alla torre Marchesana.

Si legge nel Diario Ferrarese: 
Altri “ospiti” illustri delle segrete del castello furono don Giulio e don Ferrante, fratelli di Alfonso I. Vennero rinchiusi nel 1506 dopo aver attentato alla vita del duca e del fratello cardinale Ippolito. Per Ferrante la prigionia terminò dopo ben 34 anni con la sua morte, mentre Giulio fu graziato da Alfonso II nel 1559 all'età di 81 anni. Le cronache dell'epoca ricordano lo stupore dei ferraresi nel vedere don Giulio, vecchio ma ancora vigoroso, spostarsi per le strade della città abbigliato alla moda di cinquant'anni prima.
Accanto alle prigioni si trova la sala del Cordolo che presumibilmente fungeva da posto di guardia. Prende il nome dal cordolo di marmo che attraversa la sala e che corre lungo tutta la parete, un tempo si trovava all'esterno e venne poi incorporato nella struttura del castello.

## Piano dei nobili

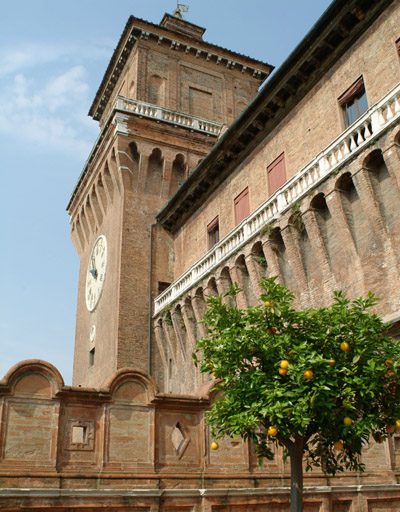
Il giardino degli Aranci

### Loggia degli Aranci detto giardino pensile
Il giardino degli Aranci assunse le dimensioni e le caratteristiche che vediamo ancora oggi con Alfonso I. Testimonianza di ciò è la presenza della “granata svampante”, impresa personale del duca, scolpita sui capitelli della loggia.
Nel 1531 viene costruito il muretto perimetrale merlato del giardino, poi crollato e ricostruito più volte nei secoli, e la Loggia con le quattro arcate a tutto sesto.
Girolamo da Carpi, impegnato nel rinnovamento del castello a partire dal 1554, non tralascia il giardino pensile dove vengono iniziate considerevoli opere decorative dei merli che vengono dipinti a finti marmi.
Nel 1562 le merlature, secondo gli archivi dell'epoca, vengono demolite e ricostruite. Si provvederà nuovamente alla loro decorazione pittorica che dovrebbe essere l'ultima documentata in epoca estense.
Il giardino nei secoli subisce diverse sistemazioni: da una prima edizione con vialetti, terreno riportato e coltivazione in aiuole di piante annuali, si arrivò agli aranci piantati in grandi mastelli di legno che nella stagione invernale venivano riparati nella loggia utilizzata come serra.
Ancora oggi gli aranci vengono spostati ad ogni cambio di stagione.

### Camerino dei baccanali
In origine il camerino dei baccanali era un piccolo studiolo dove il signore si ritirava con la sola compagnia dei libri e degli oggetti più idonei a conciliare l'attività intellettuale, ma verso la fine del Cinquecento si era progressivamente trasformato in un luogo adibito alla raccolta di oggetti di valore ed opere d'arte.
Isabella d'Este, sorella di Alfonso I d'Este, aveva contribuito con un ruolo di primo piano a questa significativa evoluzione, realizzando nella corte mantovana quei “camerini” rimasti famosi per lo splendore delle opere d'arte ivi raccolte. Così i favolosi “Camerini d'Alabastro” realizzati per Alfonso I nella “via coperta”, corridoio di congiunzione tra il castello e Palazzo ducale, ebbero a modello non già lo studiolo di Belfiore con l'umanistico ciclo delle Muse ideato per Leonello d'Este nella prima metà del Quattrocento ma, piuttosto, Mantova e i camerini di Isabella.
Oggi dispersa, la quadreria dei camerini d'alabastro, raccolta sulla base di un programma iconografico incentrato sul tema del baccanale, comprendeva opere di Tiziano, Dosso Dossi, Garofalo. Anche con Fra' Bartolomeo e con Raffaello erano stati attivati rapporti ma il primo morì prima di poter consegnare la sua opera, mentre l'urbinate fornì solo un cartone preparatorio che non traspose mai sulla tela, ma che servì da modello al Garofalo per il Trionfo di Bacco in India.

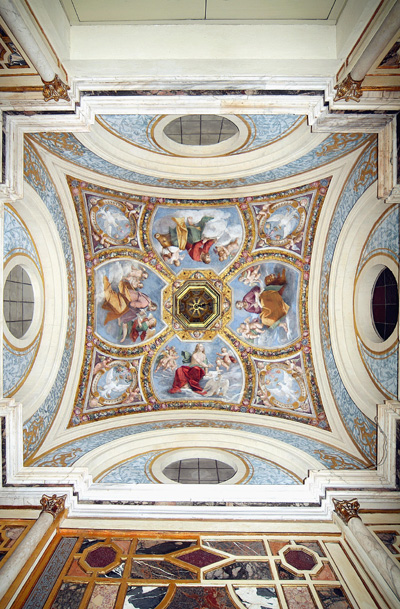
Cappella ducale, affresco dei quattro Evangelisti

La scelta del tema bacchino alla corte estense era veicolata dal gusto, tipico dell'epoca, per la citazione dell'antico, che sottolineava la formazione umanistica del principe e che consentiva efficaci paralleli tra quest'ultimo e i grandi del passato, se non addirittura con le divinità olimpiche. Bacco in particolare non era solo il dio del vino ma colui che, dopo aver conquistato il mondo con la forza delle armi, sconfiggeva sopraffazione e miseria per sostituirvi pace, giustizia ed abbondanza. Alfonso I quindi come un novello Bacco e, dopo di lui, analogamente Alfonso II, che dei dipinti di questo camerino dei baccanali fu il committente.
È difficile ricostruire l'esatta attribuzione delle pitture ma si può presumere dai documenti di archivio che a Leonardo da Brescia debbano ascriversi le sole inquadrature architettoniche ad erme, mentre il Trionfo di Arianna rimanda ai moduli espressivi del Settevecchi e La vendemmia, insieme al Trionfo di Bacco in India, richiama la bottega dei Filippi.

### Cappella ducale
La cappella ducale fu realizzata nell'arco di un anno, tra il dicembre del 1590 e quello del 1591, per volontà di Alfonso II, quinto ed ultimo duca di Ferrara, figlio di Renata di Francia e di Ercole II d'Este.
Questo ambiente era noto come cappella di Renata di Francia e veniva riferito alla duchessa calvinista per l'assenza di immagini sacre. Gli affreschi della volta con i quattro Evangelisti tra medaglioni recanti l'aquila estense non incrinavano tale convincimento perché ritenuti opera del pittore ottocentesco Giuseppe Tamarozzi.
I recenti restauri hanno invece riportato alla luce, sotto le ridipinture e una pellicola di impurità, gli affreschi originali che le fonti archivistiche assegnano a Giulio Marescotti, un pittore della corte estense attivo a fine del Cinquecento.

### Sala dell'Aurora

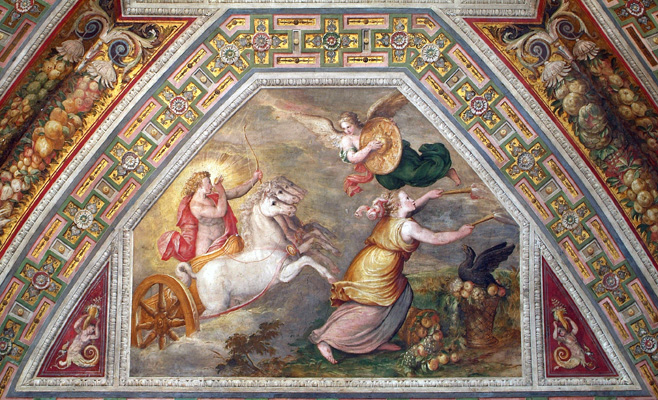
Il giorno, sala dell'Aurora

La sala oggi detta dell'aurora, già stanza privata di Ercole II, era conosciuta nel Cinquecento come camera dello Specchio. Da essa prende il nome l'intero appartamento di rappresentanza voluto da Alfonso II.
Le scene proposte nella volta di questa sala vengono oggi generalmente interpretate come un'allegoria della vita umana, scandita dal rapido volgere dell'età, così come lo scorrere delle ore nell'arco del giorno.
La volta è divisa in comparti inscritti in festoni di frutta e motivi geometrici dove vengono raffigurati i quattro momenti del giorno che ruotano intorno all'immagine centrale del Tempo.
A Ludovico Settevecchi vanno attribuiti Il Giorno e Il Tramonto; a Bastianino Il Tempo, La Notte e L'Aurora.
A Leonardo da Brescia, altro pittore attivo in quegli anni alla corte estense, vanno assegnati il cornicione con la teoria di putti alla guida di bighe fantastiche e i festoni di frutta in campo d'oro.
L'apparato decorativo dell'ambiente era completato da arazzi che rivestivano le pareti creando un insieme di grande impatto scenografico.

### Saletta dei giochi

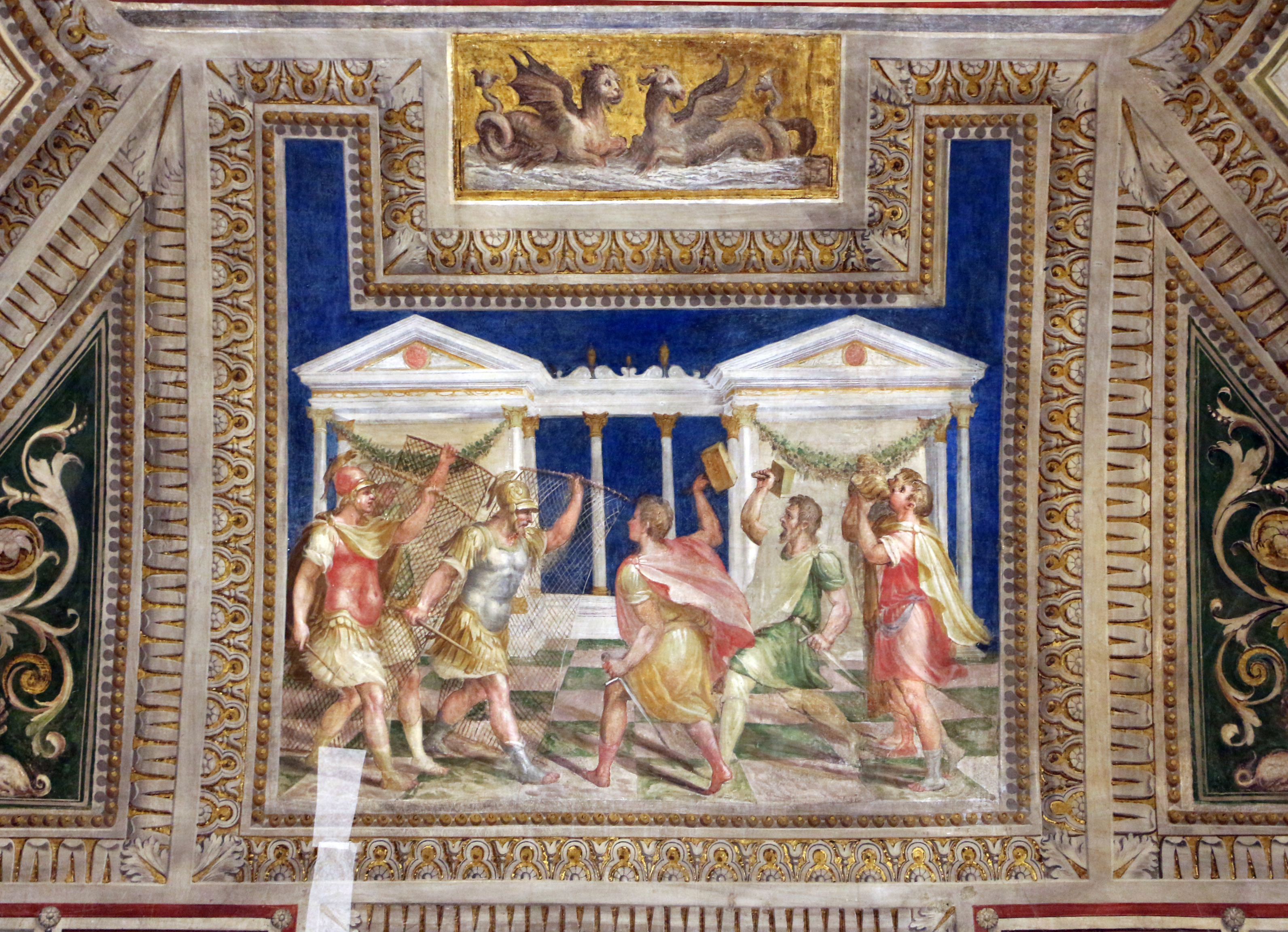
Combattimenti tra gladiatori Reziari e Secutores

Camera di collegamento tra il salone dei giochi e la sala dell'aurora, viene detta saletta dei giochi per gli affreschi della volta che riprendono i temi sviluppati nella decorazione delle sale adiacenti.
Accanto al motivo centrale delle quattro stagioni, idealmente connesso ai quattro momenti della giornata rappresentati nella sala dell'aurora, viene ripreso anche il tema delle arti ed esercizi ginnici, già ampiamente trattato nel salone e qui ripreso e completato con dei putti impegnati nel gioco dei birilli e della trottola.
Ai lati si possono distinguere quattro scene in cui vengono rappresentate delle competizioni sportive. Le gare sono quelle in voga nell'antichità: a sud Il gioco degli otri, un esercizio di abilità e destrezza praticato durante le feste di Bacco; a nord Il cesto, l'antico pugilato che si combatteva con le mani fasciate da corregge di cuoio tempestate di borchie e placche metalliche.
Più legate all'atletica militare sono invece le scene proposte all'estremità della volta: a est Il telesiaco, esercizio saltatorio che si eseguiva in armi per sviluppare la destrezza negli scontri; a ovest Il combattimento gladiatorio dove i reziari affrontano i loro classici antagonisti, i secutores armati non solo di rete e tridente, ma anche dell'elmo gallico a forma di pesce, attributo tipico dei mirmilloni.
L'improprio equipaggiamento dei reziari è dovuto, con ogni probabilità, alla trascrizione nell'affresco dei perduti disegni di Mirmillo e Secutor, realizzati da Pirro Ligorio, antiquario e architetto di corte che sovraintese alla decorazione dell'intero appartamento di rappresentanza.
L'autore degli affreschi è Ludovico Settevecchi; tuttavia occorre pensare che il titolare delle pitture di figura venga affiancato da uno stretto collaboratore e da un pittore di grottesche. In questo caso lo stretto collaboratore è il Bastianino, al quale sono attribuiti Le quattro stagioni, Il gioco degli otri, Il telesiaco, Il gioco dei birilli e Il gioco della trottola.

### Salone dei giochi

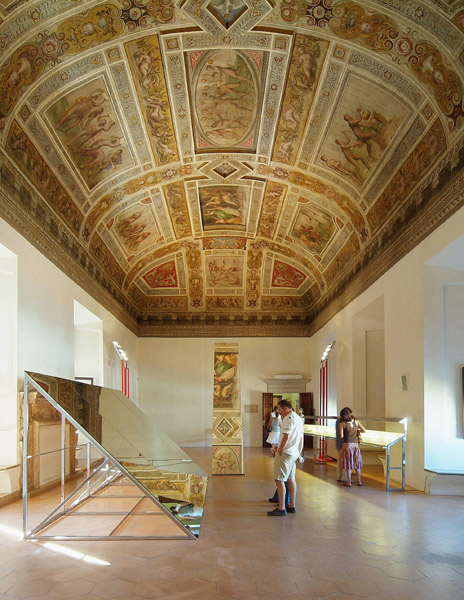
Il Salone dei Giochi

Nel salone dei giochi venivano accolti i parenti e gli ospiti illustri in visita al ducato estense.
Pirro Ligorio, architetto e antiquario di corte, fu incaricato di progettare l'inquadratura scenica degli episodi e di realizzare i disegni di base sui quali avrebbero lavorato i pittori.
Le arti ginniche, all'epoca molto in voga, furono scelte come soggetto della volta. Il tema era perfettamente in linea con la personalità del committente, il duca Alfonso II, appassionato sportivo e cultore del gioco della palla.
Emblematica in questo senso è l'opera di Girolamo Mercuriari, De arte gymnastica. L'edizione veneziana del 1573 è illustrata con xilografie tratte da disegni del Ligorio che ricalcano in vari punti gli affreschi del castello e confermano quindi la paternità dell'architetto di corte nell'ideazione del ciclo.
Bastianino, Ludovico Settevecchi e Leonardo da Brescia sono gli artisti ai quali i documenti e l'indagine stilistica assegnano le pitture.

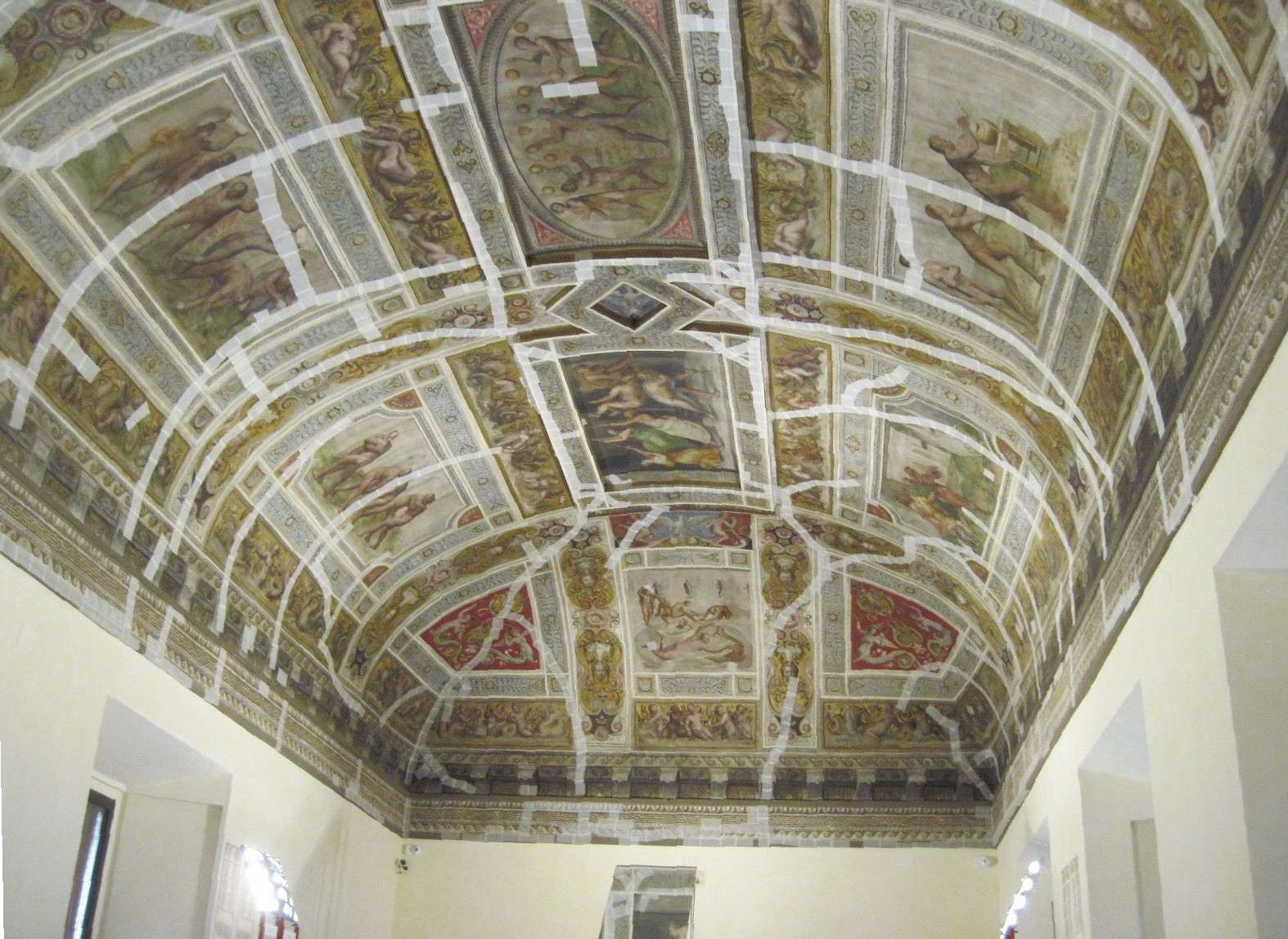
Soffitto del Salone con restauri in atto (aprile 2015) dopo i danni subiti col sisma del maggio 2012

La volta non era l'unico elemento decorato di questo ambiente; fino alla metà dell'Ottocento infatti era visibile una decorazione parietale che simulava sfondamenti prospettici, con finte architetture, colonne e statue in nicchia. Uno schizzo, eseguito appunto a metà ottocento da Liverani, pittore e scenografo faentino, ci consente di farci un'idea più precisa di questi affreschi a quadratura, definitivamente cancellati oltre un secolo fa con l'apposizione di una tappezzeria, oggi rimossa.

### Appartamento della pazienza
La torre di santa Caterina e i locali adiacenti vennero trasformati in abitazione una prima volta alla fine del Quattrocento per il giovane Alfonso non ancora duca, che vi collocò i suoi laboratori e fucine di “lambichi” vari; tramite il rivellino il principe poteva accedere al giardino del padiglione.
In seguito al devastante incendio del febbraio 1554 e fino al 1556 la sequenza di ambienti che circondano la torre di santa Caterina venne rinnovata e destinata al nuovo appartamento voluto da Ercole II - duca di Ferrara dal 1534 al 1559 - decorato da Girolamo da Carpi secondo un raffinato programma iconografico ispirato alla virtù della pazienza, “impresa” personale del duca.
L'“appartamento della pazienza” era formato da questa camera della pazienza inscritta nel perimetro della torre di santa Caterina, da una camera adiacente, un camerone, un toresino, un salotto, una loggetta e, molto probabilmente, da un piccolo giardino pensile, citato nei documenti come zardin novo suso le lastre.
Oltre alle tele raffiguranti la pazienza di Camillo Filippi e l'occasione di Girolamo da Carpi, furono collocate in questi spazi la pace e la giustizia di Battista Dossi, opere che, insieme alle decorazioni ad affresco elaborate con stucchi e dorature eseguite dai numerosi pittori attivi presso la corte (Girolamo Bonaccioli, Leonardo da Brescia, Battista Bolognesi, Battista Dossi) e ai ritratti della famiglia ducale eseguiti nella loggetta da Jacopo Vighi di Argenta, resero celebre ai suoi tempi l'appartamento ducale.
Negli ambienti del castello posti al piano nobile e rivolti a occidente, nulla resta che possa ricordare l'appartamento della pazienza. Distrutto completamente dai cardinali legati che subentrarono al governo nel 1598, l'aspetto attuale è il risultato dell'ultima opera di rifacimento, degli anni trenta del Novecento.
Quanto alle tele che ne ornavano le pareti, esse furono trasferite a Modena dopo la devoluzione del ducato estense allo Stato pontificio, e vennero poi in gran parte vendute ai principi elettori di Sassonia alla metà del Settecento.

### Anticamera della galleria
Questa saletta faceva parte dell'“appartamento della pazienza”.
Da qui si accedeva alla “galleria” fatta adattare dal duca Ercole II a partire dal 1554, lungo l'antica cortina di collegamento tra le torri di santa Caterina e di san Paolo, per contenere le proprie collezioni d'arte.
Le decorazioni, risalenti ai primi decenni del Novecento, richiamano le “imprese” dei principi estensi.

### Sala di Ettore e Andromaca

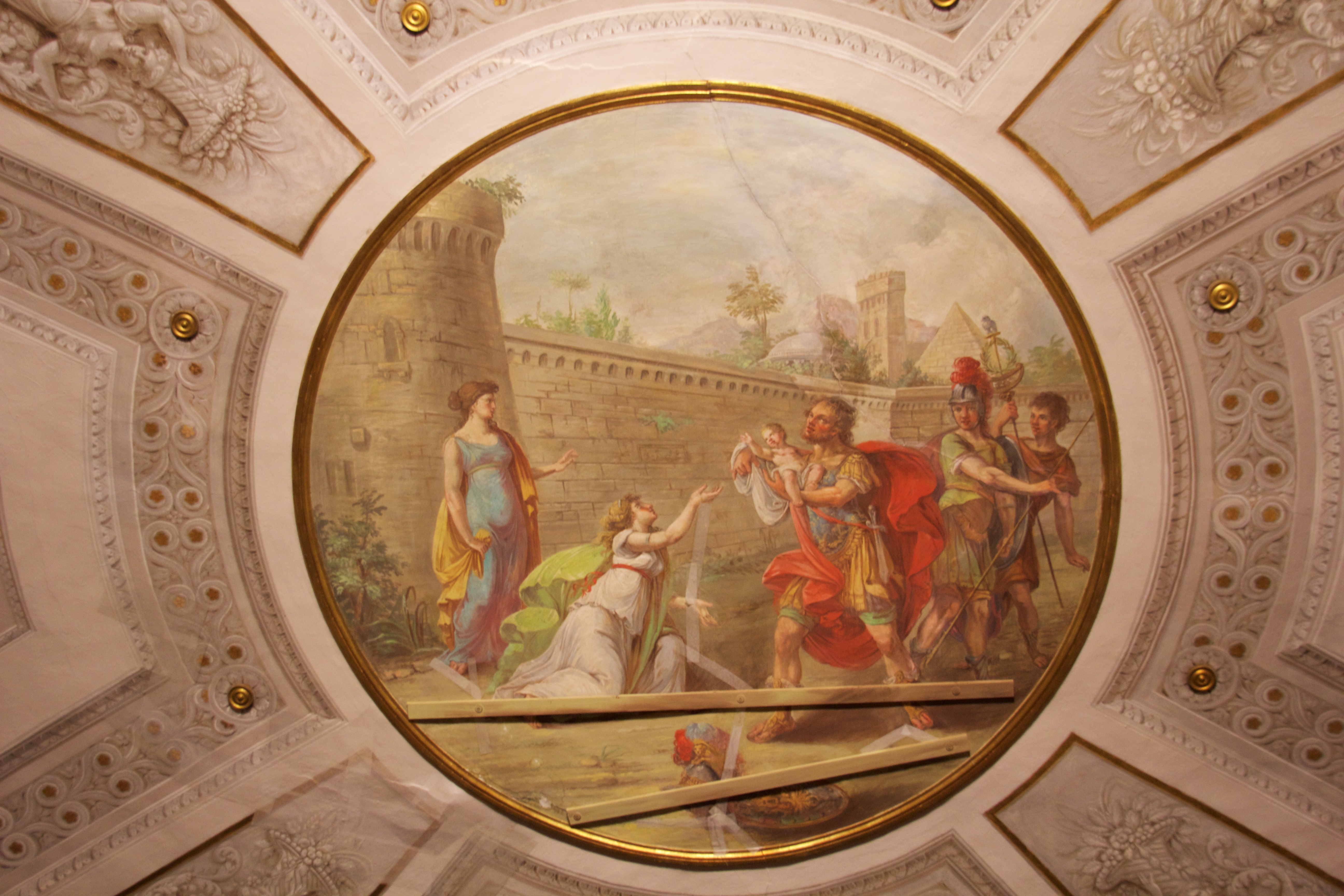
Ettore dà l’addio alla moglie Andromaca e al figlio Astianatte

Al capo opposto dell'antico “appartamento della pazienza” di Ercole II, laddove iniziava la galaria nova, tra la torre di santa Caterina e la torre di san Paolo, è ora visibile un soffitto decorato recuperato nell'ultima tornata di restauri sotto una intercapedine aggiunta nei primi decenni del Novecento.
La guida scritta da Ginevra Canonici Fachini, Due giorni in Ferrara, pubblicata nel 1819, dava notizia della decorazione dell'appartamento del cardinale Tommaso Bernetti di Fermo, il “delegato pontificio straordinario” che prese stanza in castello all'epoca della Restaurazione, dopo il 1815 e dopo che le guerre napoleoniche avevano segnato una momentanea interruzione dei lavori di abbellimento del castello. La guida segnala una decorazione databile al 1816, portata a termine da due artisti ferraresi, il pittore ornatista Giovanni Bregola (Ferrara, 1764 - 1822), di cui si hanno pochissime notizie e Francesco Scutellari (Ferrara, 1780 - 1840) «figurista dilettante», interessante personaggio dell'Ottocento ferrarese, appartenente a una famiglia aristocratica in cui si coltivava da almeno una generazione l'interesse per le arti.
Il dipinto illustra il brano del VI canto dell'Iliade in cui è narrato un episodio della guerra di Troia: l'eroe troiano Ettore dà l'addio alla moglie e al figlio Astianatte presso le Porte scee, prendendo in braccio il piccolo dopo essersi spogliato dell'elmo.

### Anticamera del governo
Questo piccolo ambiente di grande qualità artistica era legato, nel Cinquecento, alla sala del governo con funzione di anticamera del «salotto di Sua Eccellenza». Ne è conferma, oltre alle fonti documentarie, un impianto decorativo assai simile e coevo alla sala del governo, caratterizzato da pregevoli grottesche negli sguinci delle finestre e nella piccola volta del soffitto.
Le pitture si presentano in parte alterate da interventi di restauro eseguiti nei primi decenni del Novecento.
La decorazione è stata eseguita nel 1556 da Girolamo Bonaccioli, già autore del soffitto della sala del governo, e da Battista Bolognese.
Nel dicembre 1566 Filippo de Vecchi veniva pagato per aver lavorato «nel salotto che fa da anticamera alla sala della stufa», probabilmente completando o restaurando l'opera.

### Sala del governo

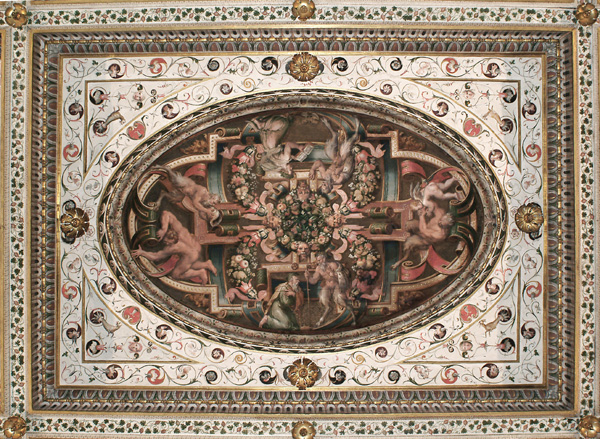
Particolare del soffitto della sala del governo

Questa sala aveva grande importanza rappresentativa per il duca Ercole II (1534 - 1559): è qui infatti che venivano esercitate le funzioni di governo e di esercizio della giustizia.
L'ambiente è caratterizzato da un ricco soffitto ligneo a lacunari di diverse forme, ovali, ottagonali, esagonali, romboidali, ed è arricchito da una decorazione pittorica policroma e luminosa, da applicazioni in legno dorato e tornito a forma di roselline e da rosoni intagliati posti al centro dei cassettoni.
Il soffitto, molto simile per impianto e dimensioni a quello del salone d'onore di Palazzo dei Diamanti, è stato realizzato tra l'incendio del 1554 e il terremoto del 1570, con il contributo di diverse maestranze.
Il programma iconografico fa riferimento a diverse fonti letterarie: oltre alle Genealogie di Boccaccio è possibile rintracciare anche riferimenti alle opere di Natale Conti, di Lilio Gregorio Giraldi i cui argomenti sono i nomi, la storia, le tradizioni e i miti delle divinità, e alle Imagini delli dei de gl'antichi di Vincenzo Cartari, dedicate a Luigi d'Este nel 1571.
I lavori cominciarono nel 1559 in una delle stanze del lato sud, con la costruzione di una grande stufa rivestita di maioliche decorata con una grande aquila bianca, simbolo della famiglia, da cui il nome di camera della stufa.

### Sala della devoluzione
La sala, caratterizzata da un soffitto dipinto a grottesche che ingloba quattro scene a soggetto storico, è detta anche “Sala Rossa” per sottolineare la presenza di un fregio a greche sormontato da una zoccolatura che conferisce armonia e continuità al soffitto.
Si trova nell'ala rinnovata ai primi del Cinquecento da Alfonso I d'Este per la moglie Lucrezia Borgia, dove successivamente, verso la fine del secolo, Alfonso II collocò una parte dei suoi offici di governo, in particolare le sale per le udienze.
Le decorazioni vennero eseguite attorno al 1830, nell'ottica di una rinnovata dignità attinente ai tempi della politica della Restaurazione e in concomitanza con alcuni lavori di restauro al Castello.
La sede legatizia, committente delle opere, impose un soggetto dal forte carattere antiestense, scegliendo di far rappresentare quattro episodi che si riferiscono al tema della devoluzione in quel fatidico 1598, anno in cui l'ultimo duca estense dovette abbandonare la città.
Autore delle scene dal tono narrativo-romantico è il pittore Francesco Saraceni (1797 - 1871) che lavorò spesso accanto a Francesco Migliari (1795 - 1851), mano tra le più felici dell'Ottocento ferrarese, sia nelle decorazioni del Castello, sia in quelle eseguite per altri palazzi ferraresi, tra cui il Teatro Comunale, e per numerose chiese cittadine.

### Sala dei paesaggi
La sala, con soffitto a padiglione, presenta una singolare stratificazione pittorica in cui si possono distinguere tre fasi collocate tra la prima metà del Settecento all'Ottocento.
Ad un primo intervento risalirebbero alcuni elementi decorativi, i quadri riportati nel fascione terminale delle pareti, separati e incorniciati da partiti d'ornato.
Il secondo momento è da individuare nelle lunette monocrome color vinaccia di poco più tarde, mentre le vele, con mostri marini attorcigliati attorno a un tridente, e il soffitto monocromo, sembrano ormai pienamente ottocenteschi, assimilabili a decorazioni coeve ancora visibili in molti palazzi ferraresi.
Il colore grigio-verdastro è dovuto a una velatura probabilmente stesa durante i restauri di fine Ottocento.
Le scene, accostabili all'opera del pittore Giuseppe Zola (1672 - 1743), o quanto meno riferibili al suo ambiente, sono inserite in una cornice illusionisticamente bombata, che bilancia la concavità della parte superiore lavorata a finti legni dorati, con intagli interrotti agli angoli dalle foglie d'acanto, accompagnata da candelabre laterali in finto stucco di fattura assai elegante.
Lo sfondo dei paesaggi, caratterizzati in primo piano da una serie di episodi minutamente descritti, si presenta sempre molto articolato, con una grande attenzione alla resa prospettica; questo uso dello spazio di tipo teatrale non è nuovo a un artista come Zola, un innovatore nell'attività scenografica ferrarese.
La lettura complessiva della decorazione della sala è di non facile comprensione: potrebbe essere giocata sul contrasto tra la tranquillità della terraferma e la pericolosità del mare, agitato da tempeste che provocano naufragi. Questa lettura trova conferma in due figure allegoriche ancora leggibili, rispetto alle quattro originarie, presenti nelle lunette monocrome, di esecuzione però successiva e di attribuzione incerta. Poseidone, dio del mare armato di tridente, è diagonalmente opposto a una figura femminile che stringe nella mano destra spighe di grano, e accanto alla quale si nota la presenza di un mulino che rimanda al lavoro nelle campagne, identificabile con la Terra in accezione di Abbondanza e Prosperità.
Sembra difficile stabilire una correlazione di significato tra i riquadri a paesaggio e i diversi elementi, come gli animali esotici e le panoplie, ovvero gli insiemi di armi, che occupano le lunette.

### Sala degli stemmi

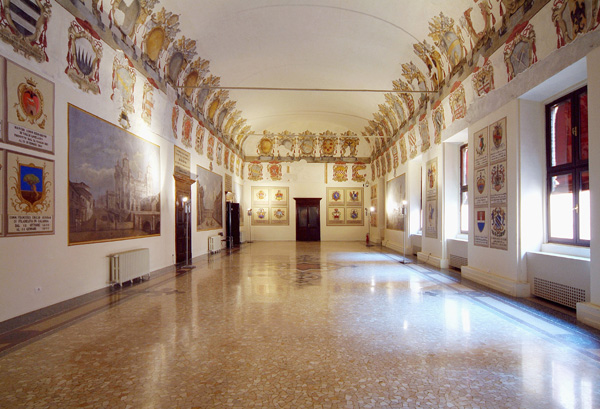
La sala degli stemmi

È uno dei luoghi del Castello Estense che rappresenta l'ultima trasformazione del grande monumento. Dopo essere stato struttura di difesa e residenza principesca dei duchi estensi, con l'anno della devoluzione (1598) diventò Palazzo del Governo.
Qui si insediò il potere politico rappresentato dai cardinali legati - mentre il vescovo continuava a dimorare nella sua sede storica - che governarono da questo luogo i possedimenti padani e transpadani di Santa Romana Chiesa fino al momento in cui cessò il potere temporale del Papato.
Qui si esercitò successivamente il potere civile rappresentato dai prefetti, i quali fino all'anno 2000 hanno avuto negli ambiti del Castello anche la loro residenza.
Dalle carte relative al progetto di Pirro Ligorio (1500 circa - 1583) per la "Libraria" e per l'"Antichario" nel Castello di Ferrara, si apprende che intorno al 1570 questa sala si presentava divisa in due ambienti: uno più ampio e uno più piccolo, a sud, che inglobava l'ultima delle cinque finestre sul cortile interno. Da un inventario del 1584 risulta che nel salone erano disposti oggetti, marmi e sculture della collezione estense, mentre nella saletta stavano gli oggetti di piccole dimensioni, per lo più vasi e bronzetti.
Fra la volta di copertura e l'attacco alle pareti una fascia dipinta, alta oltre quattro metri, reca in alto gli stemmi dei pontefici sotto i quali sono gli stemmi dei cardinali legati che avevano avuto da quei papi il mandato di esercitare la giurisdizione civile e politica dei beni della Chiesa.
La fascia, realizzata nei primi anni del Seicento, recava in quel momento scudi anonimi alternati in colore argento e oro; a mano a mano che un cardinale succedeva all'altro nel controllo dello Stato e un pontefice succedeva all'altro al soglio pontificio, il suo stemma veniva apposto entro questo calendario del dominio dello Stato della Chiesa dal 1598 al 1859.
L'impianto decorativo inferiore è ascrivibile al pittore-scenografo Giuseppe Migliari (Ferrara 1822 - Odessa 1897), che prestò la sua opera coadiuvato da Celestino Tommasi (Ferrara 1796 - Bologna 1868).
Nel 1857, in occasione della visita a Ferrara di papa Pio IX, oltre ad ordinare alcuni stemmi cardinalizi, vennero realizzate sei vedute dei principali centri della Legazione: Comacchio, Ferrara, Lugo, Bagnacavallo (l'unica a non essere sormontata dallo stemma comunale), Pomposa e Cento.
Il riquadro annerito che spicca sulla parete nord ricorda il pro delegato pontificio conte Filippo Folicaldi, la cui insegna, insieme alla sua memoria, è stata "cancellata" a seguito di un episodio di repressione durante il governo austriaco (1852) e delle dimissioni del conte dopo la sua implicazione in un processo (1856).
L'unità d'Italia è ricordata da due targhe dipinte, poste sopra le porte che conducono alla Sala dei Comuni e al cosiddetto "Salotto Azzurro", recanti rispettivamente le date del 6 settembre 1859, giorno in cui l'Assemblea delle Romagne rifiutò di sottostare al Governo temporale pontificio, e della votazione del 7 dicembre 1859, in cui si decise l'annessione al Regno di Sardegna sotto il re Vittorio Emanuele.
Dal 1860, agli emblemi dei cardinali lungo le pareti, già ampiamente rimaneggiati, vennero aggiunti quelli delle famiglie dei prefetti del Regno d'Italia.

### Sala dei comuni
Per circa ottant'anni in questa sala si sono tenute le riunioni del Consiglio della Provincia di Ferrara, proprietaria del Castello Estense dal 1874.
Ogni traccia dell'età estense - quando era detta “Sala della Credenza”, forse adibita a pranzi ducali prima e a sede delle collezioni poi - è andata perduta.
Nel 1919, finita la prima guerra mondiale, si realizzava un ambizioso lavoro a seguito di un discorso progettuale intrapreso fin dal 1916: la ristrutturazione, dalla decorazione agli arredi, all'illuminazione, della Sala del Consiglio, sino a quel momento tenuto nel Salone dei Giochi.
Eliminate le decorazioni di gusto neo-barocco realizzate appena qualche decennio prima, lo stile doveva essere “moderno”, slanciato verso il futuro.
Per interpretare l'obiettivo stilistico arrivarono a Ferrara il piemontese Giovanni Battista Gianotti (1873 - 1928) e il cesenate Ettore Zaccari (1877 - 1922): il primo, ideatore dell'insieme, titolare di “Officine d'arte” con sedi a Milano e a Buenos Aires, valente frescante, originale ceramista, progettista di vetrate, mosaici, mobili; il secondo valido ebanista proiettato sul nuovo fronte del “design”. Con loro arrivarono due maestri nella lavorazione del ferro battuto: Carlo Rizzarda e il socio Benotti.
L'opera non smentisce la fama degli artisti: in questa sala si riscontra un eccellente saggio degli sviluppi del liberty in art déco, che si legge nell'ornato orientaleggiante dipinto sulla superficie delle volte, nelle specchiature a mosaico di ceramica che raffigurano gli stemmi dei Comuni della provincia, nel pannello con il motivo a papaveri ondeggianti nel grano che circonda lo stemma della Provincia sopra la cattedra del presidente. Lo stesso motivo ritorna in una delle cornici intagliate dei sei portali, mentre nelle altre troviamo anguille tra onde e alghe, scoiattoli su rami fioriti, rondini nella vigna, beccacce in valle, libellule e farfalle tra le spighe.
Un tempo nelle quattro lesene erano appliques in ferro battuto di cui restano gli attacchi, poi sostituite da fonti di luce più moderne.
Attualmente questa sala viene spesso utilizzata per mostre temporanee.

## Quattro torri
Le quattro torri, caratteristica del castello, sono circondate da un fossato e sono il simbolo di Ferrara.

### Torre Marchesana

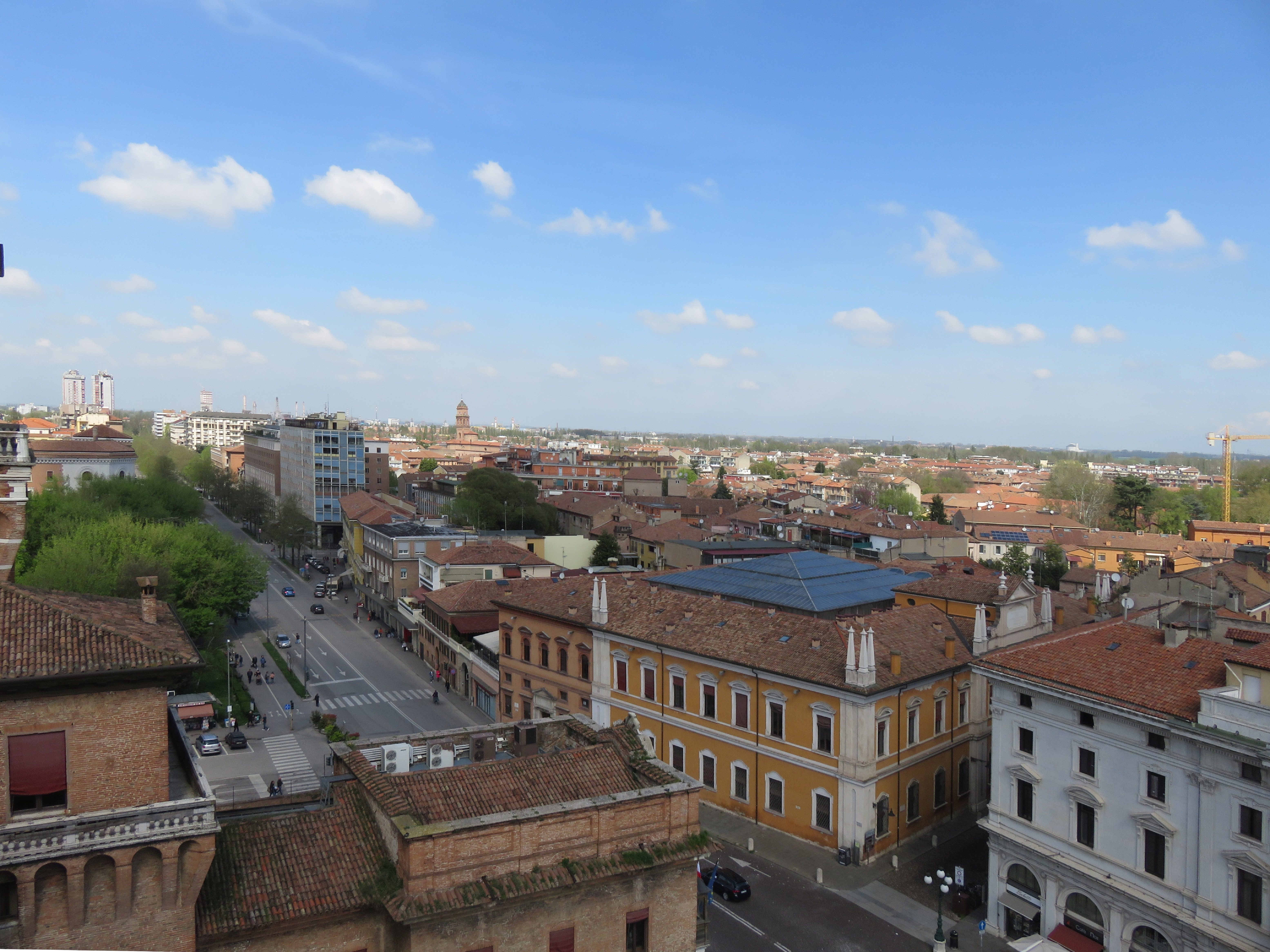
Vista dalla torre dei Leoni verso nord ovest. In primo piano il palazzo della Borsa accanto al palazzo della Camera di commercio, all'inizio di corso Ercole I d'Este. Sulla sinistra il viale Cavour e sullo sfondo, al centro, il campanile della chiesa di San Benedetto.

La torre Marchesana è posta sull'angolo a sud-est. La duchessa Eleonora d'Aragona fece adattare con modifiche importanti la torre perché vi fossero sistemati i propri appartamenti privati, e questo avvenne in seguito al tentativo fallito di Niccolò d'Este di conquistare il ducato deponendo Ercole I. La decisione di Eleonora fu poi determinante per l'utilizzo della fortezza che ne sarebbe seguito, che trasformò una struttura militare-difensiva in luogo raffinato per gli alloggi degli estensi e di alcuni membri della corte.

### Torre di San Paolo
La torre di san Paolo è posta sull'angolo sud-ovest del castello, caposaldo dell’ingresso principale del maniero. È proiettata verso il luogo in cui è stata ricostruita la chiesetta di san Giuliano, visibile dalle finestre, che, trovandosi proprio dove avrebbe dovuto sorgere la torre nel progetto di Bartolino da Novara, fu demolita nel 1385. Per questo la torre viene anche individuata con il nome di San Giuliano.
Assieme alla torre di santa Caterina, quella di nord-ovest, subì grandi danni per il terremoto di Ferrara del 1570, tanto da dover ricostruire tutti i solai, un tempo strutture in muratura, ora più leggere strutture in legno.
La sala al piano nobile della torre ha perso ogni connotazione rinascimentale, ma rimane se pur modestamente una delle più decorate del castello, in un insieme abbastanza aggraziato anche se non del tutto stilisticamente coerente.
I disegni alle pareti, colorati a tempera, sono dedicati all'immagine di Diana e di altre divinità, mentre sul soffitto, tra grandi partiture scandite da leggere strutture architettoniche, si trovano raffigurate, in piccoli riquadri, le quattro stagioni.

### Torre di Santa Caterina
La torre di Santa Caterina sorge a nord-ovest

### Torre dei Leoni
La Torre dei Leoni sorge a nord-est dell'edificio è detta anche di San Michele.

## Nella cultura di massa
Nel 1980, le Poste Italiane dedicarono al Castello un francobollo da 120 lire, facente parte della raccolta nota come Castelli d’Italia.